# Прељубиште
Прељубиште (мкд. Прељубиште) је насеље у Северној Македонији, у северном делу државе. Прељубиште припада општини Јегуновце.

## Географија
Насеље Прељубиште је смештено у северном делу Северне Македоније. Од најближег већег града, Тетова, насеље је удаљено 16 km источно.
Прељубиште се налази у доњем делу историјске области Полог. Насеље је положено на северном делу Полошког поља. Око насеља се пружа поље, а даље ка истоку се издиже Жеден планина. Вардар протиче источно од насеља. Надморска висина насеља је приближно 400 метара.
Клима у насељу је умерено континентална. 

## Становништво
Прељубиште је према последњем попису из 2002. године имало 367 становника.
Претежно становништво у насељу су етнички Македонци (74%), а у мањини су Албанци (25%).
Већинска вероисповест је православље, а мањинска ислам.